# Filmåret 1907

## Händelser
- 7 maj – Filmskaparen William Harbeck sätter upp en kamera framför en spårvagn från BC Electric och filmar innerstadens gator i Vancouver i British Columbia, Kanada. Delar av filmen, den tidigaste bevarade i staden[1], försvinner sedan, och bara 7 minuter kvarstår.[2]

## Årets filmer

### A - G
- Balett ur operan Mignon
- Bilder från Fryksdalen
- Den dansande grisen (Le cochon danseur)
- Den glada änkan
- Den rykande skorstenen
- Festligheterna vid Lützen den 6 november 1907
- Fiskerlivets farer

### H - N
- Hos tandläkaren
- Konung Oscar II:s likbegängelse
- Krigsbilder från Bohuslän
- Lejonjakten på Elleore
- Norrköpings glada änka eller Grefve Danilo o. Hanna Glavari i föryngrad upplaga

### O - Ö
- Stockholms brandkår
- Underbara resor (Dreamland Adventures)
- Vingt mille lieues sous les mers

## Födda
- 3 januari – Ray Milland, brittisk-amerikansk skådespelare.
- 6 januari – Benkt-Åke Benktsson, svensk skådespelare och regissör.
- 19 januari – Lilian Harvey, brittiskfödd tysk skådespelare.
- 22 februari – Robert Young, amerikansk skådespelare.
- 13 mars – Birgit Sergelius, finlandssvensk skådespelare.
- 15 mars – Zarah Leander, svensk sångerska och skådespelare.
- 27 mars – Tom Walter, svensk skådespelare.
- 11 april – Nina Scenna, svensk skådespelare.
- 25 april – Kirsten Heiberg, norsk-tysk skådespelare.
- 29 april – Fred Zinnemann, österrikisk-amerikansk regissör.
- 12 maj – Katharine Hepburn, amerikansk skådespelare.
- 22 maj – Sir Laurence Olivier, brittisk skådespelare.
- 26 maj – John Wayne, amerikansk skådespelare.
- 9 juni – Olof Widgren, svensk skådespelare.
- 4 juli – Calle Flygare, svensk skådespelare, regissör och ledare för teaterskola.
- 8 juli – Nils Nordståhl, svensk skådespelare.
- 14 juli – Ingvar Kolmodin, svensk kompositör, regissör och förlagsredaktör.
- 16 juli – Barbara Stanwyck, amerikansk skådespelare.
- 21 juli – Georg Rydeberg, svensk skådespelare.
- 26 juli – Sven Arvor, svensk skådespelare.
- 15 september – Fay Wray, kanadensisk-amerikansk skådespelare.
- 19 september – Gösta Hammarbäck, svensk filmproducent.
- 13 oktober – Yves Allégret, fransk regissör.
- 5 november – Allan Bohlin, svensk skådespelare.
- 7 november – Thor L. Brooks, svensk regissör.
- 16 november – Burgess Meredith, amerikansk skådespelare.
- 26 november – Frances Dee, amerikansk skådespelare.
- 1 december – Oscar Törnblom, svensk skådespelare.
- 23 december – Alice Skoglund, svensk skådespelare.

### Webbkällor
- Svensk Filmdatabas - Filmer med premiär 1907